# Знаменка (Кировоградска област)
Вижте пояснителната страница за други значения на Знаменка.
Знаменка е град в Кировоградска област, Украйна. Важен железопътен възел в Украйна.
Населението му е 22 444 жители (2019). Намира се в часова зона UTC+2.
Основан е през 1869 г., получава статут на град през 1938 г.